# Uralbergen

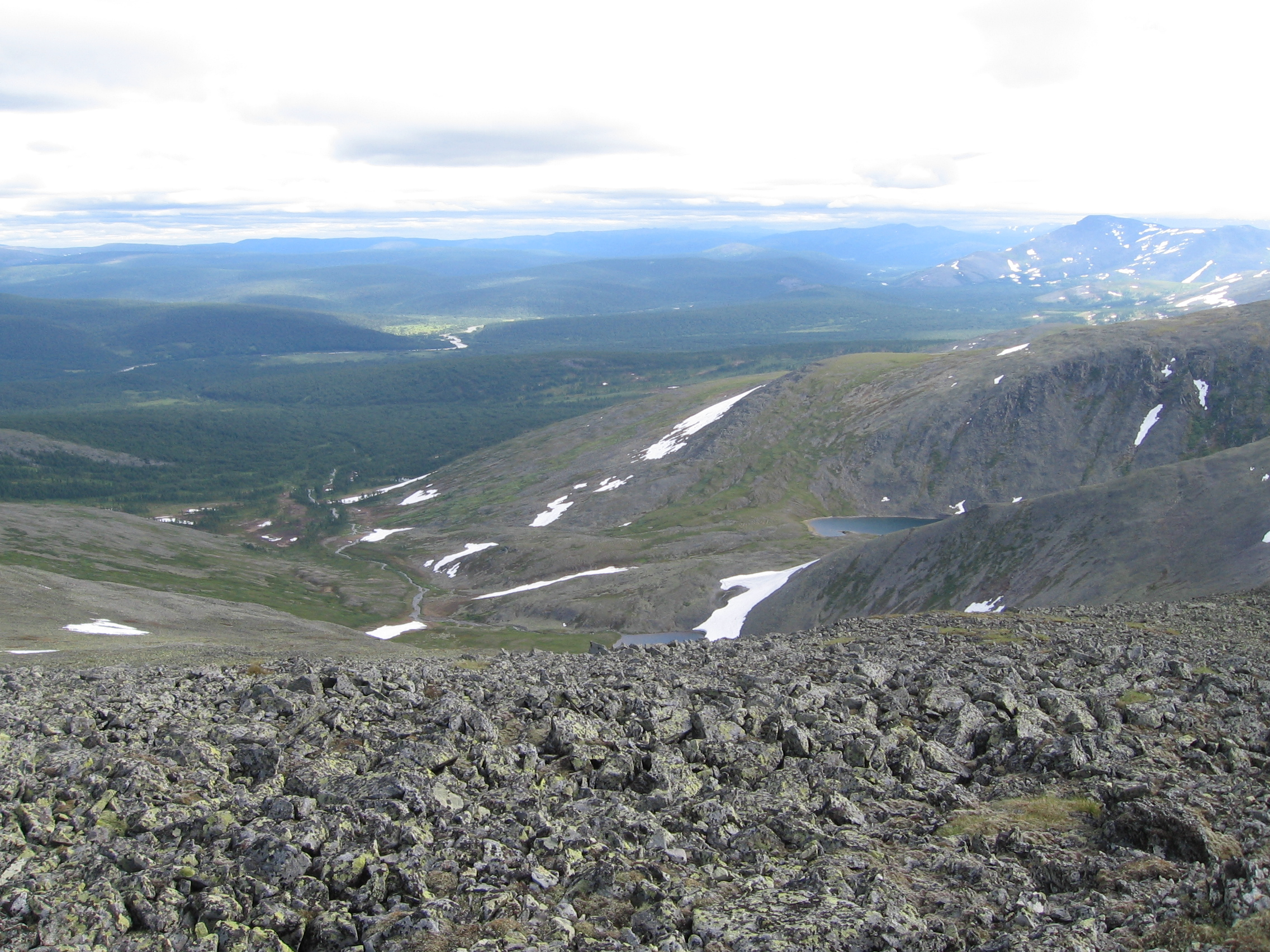
Landskapet i den nordliga delen av Uralbergen.

Uralbergen är en cirka 2 500 kilometer lång bergskedja i Ryssland. Uralbergen utgör också gräns mellan Europa och Asien. 
Uralbergen åtskiljer den Östeuropeiska slätten från den Västsibiriska slätten och utgör en viktig klimatisk och geobotanisk gräns. Det visar sig genom fördelningen av vegetationen (lindens östra gräns, sibiriska lärkträdets västra gräns).
De nordliga delarna av bergskedjan är otillgängliga, medan omgivningarna i söder är välbefolkade och inkluderar miljonstäderna Jekaterinburg och Tjeljabinsk. 

## Geografi

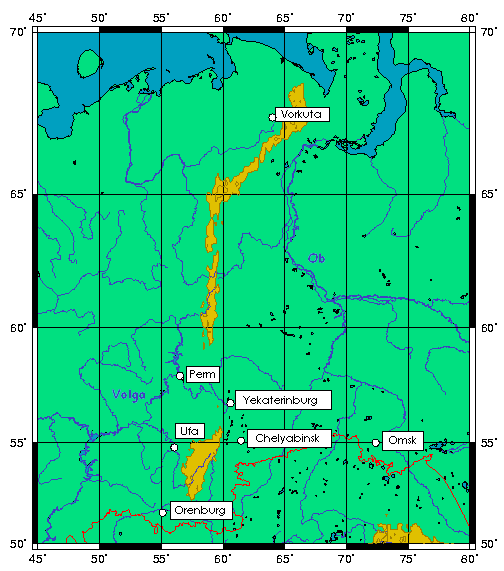
Engelsk karta över Uralbergen.

Bergskedjan bildades under den yngre delen av Paleozoikum, dvs ungefär 250 till 300 miljoner år sedan. Den är på långa sträckor täckt av yngre sedimentära avlagringar och ibland genomskuren av en rad parallella längdförkastningar och gravsänkor, som dels blottar det äldre kristalliniska underlaget, dels låter yngre avlagringar kvarstå i gravsänkor. Även äldre strukturelement ingår i denna zon och förorsakar delvis de många avvikelserna från den nord-sydliga strykningen mot nordöst och nordväst. Delvis bidrar de till att bilda subparallella kedjor. Postuma rörelser inom berggrunden, lokalt uppnående betydande intensitet, kan spåras både i norr och i söder. Bergskedjans höga ålder gör, att den i sin mellersta del, genom vittring och avspolning, till hög grad utjämnats och uppvisar lugna, långsluttande former, samt genom floderosion och utbildning av längddalar sönderdelats i mer eller mindre isolerade flacka parallellkedjor.
En vid tertiärtiden i norr begynnande vertikal höjning, som från 61° norrut tilltar i betydelse och som i trakter av tidigare isbetäckning (från 64° norrut) även fortgår under nuvarande tid har, i samband med förstärkt floderosion, låtit topografien i norr delvis anta alpin karaktär. I söder har den jämförelsevis nyligen skedda sänkningen av Kaspiska havets yta bidragit till ökning av de mot söder flytande flodernas lutningsförhållanden, vilket här även bidragit till att, i samband med den förstärkta erosionen, skapa en mer utpräglad topografi. 
Man delar vanligen in Uralbergen i fem delar: polara, nedre polara, norra, mellersta och södra Uralbergen.

### Polara Uralbergen
De polara Uralbergen utgör den nordligaste sträckningen av bergskedjan och sträcker sig från berget Konstantinov Kamen i nordöst till Chulga-floden i sydöst. Sträckningen består av berg som för det mesta är mellan 1 000 och 1 100 meter höga, där det högsta berget är Payer på 1 472 meters höjd. Sträckningen är ungefär 400 km lång. Området är alpint i sin karaktär, med fläckvisa glaciärer och tydlig permafrost.

### Nedre polara Uralbergen
De nedre polara Uralbergen är en sträcka på ungefär 225 km som sträcker sig ner till Sjtjugor-floden. I området finns Uralbergens högsta topp: Narodnaja, på 1 878 meter över havet.

### Norra Uralbergen

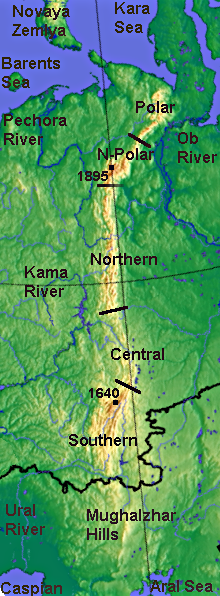
Engelsk karta över Uralbergen.

Norra Uralbergen höjer sig ur en omgivande tundra  med små kullar och talrika sjöar. Några av dessa kullar är bland tundrans nomader (samojeder och ostjaker) vida kända som helgedomar. De högsta topparna är Gora Narodnaja (1 894 meter), Gora Telpoziz (1 617 meter), Gora Pajer (1 472 meter) och Gora Isjerim (1 331 meter). På grund av tidens påverkan uppvisar Uralbergen här en någorlunda alpin prägel, topparna är snötäckta året om, och passhöjder omkring 200 meter över havet.  Söder om polcirkeln finns svagt kuperade och skogbeklädda parallellkedjor. Ungefär vid 63° nordlig bredd är bergssidorna och de smala dalarna täckta med barrskog. Topparna och de vidsträckta platåbergen är skogfria. Här är huvudkedjan så pass sönderdelad att den inte förtjänar sitt namn. Norr om polcirkeln lever ostjakernaa med sina talrika renhjordar. Vid Norra ishavet är de undanträngda av samojederna. Den största staden i norra Uralbergen är Vorkuta.

### Mellersta Uralbergen
Mellersta Uralbergen är den mest tättbefolkade delen. Bredden är minst i norr, men tilltar mot söder och överstiger där 130 kilometer. De högsta topparna är Gora Konzjakovskij Kamen (1 569 meter) och Gora Denezjkin Kamen (1 493 meter), som länge ansågs vara Uralbergens högsta topp. Söderut avtar höjden, och de långsluttande dalsidorna är täckta av mäktigt  vittringsgrus samt dalbottnarna dels av sumpmarker, dels av rik åkerjord. Bergskedjan täcks här av gles blandskog. I mellersta Uralbergen ligger också huvudorten Jekaterinburg. Södra delen bildas av flera parallellkedjor, som dock huvudsakligen har floderosionen att tacka för sin utpräglade isolering.

### Södra Uralbergen
Den gamla tredelningen av södra Uralbergen, som stöddes på geologiska olikheter, har av senare undersökningar visat sig vara oriktig. Alla tre kedjorna tillhör samma geologiska svit, vilket bevisas genom gravförkastningar i centrala och östra delarna, i vilka sedimentära bergarter av västlig karaktär bibehållits. Högsta toppen är Gora Jamantau med 1 642 meter. Skogsvegetationen är betydligt glesare jämförd med föregående delar och finns i huvudsak på bergssluttningarnas norra sida, medan de mot söder och sydväst vettande sluttningarna är fullkomligt vegetationslösa. Södra Uralbergens kedjor är betydligt klippigare och vildare än mellersta Uralbergens. Den sydligaste delen av södra Uralbergen är genom Uralfloden och dess norra bifloder sönderdelad i en rad parallellkedjor. Orografiskt och geografiskt bildar Uralflodens riktade lopp från öst mot väst Uralbergens avslutning mot syd. Geologiskt kan dock Uralbergen spåras långt in mot transkaspiska stäpperna och uppträder där i form av till hälften i sand begravda rader av kullar, som bildar mer eller mindre sammanhängande kedjor.

## Malmbrytning
Uralbergens mineralrikedom var känd redan av grekerna på 800-talet. Det moskovitiska riket lyckades utnyttja Uralbergens rikedomar först genom att anlita vidsträckta koncessioner, som 1558 gavs bröderna Stroganov i form av full dispositionsrätt över området Perm. Järngruvor upptogs vid floden Tjusovajas mellersta lopp och koppargruvor i trakten av Jekaterinburg. 1745 upptäcktes guld i flodgruset på östra sluttningen och hastigt växte antalet invånare och vaskerier. I början av 1800-talet gick produktionen ner. Livegenskapens upphävande 1861 och ett systematiskt uteslutande av utländska sakkunniga från 1880-talet skulle oavvisligen ha lett till katastrof, om inte den metallurgiska verksamheten samtidigt hållits uppe genom höga skyddstullar på utländska metaller och metallarbeten. Efter järnvägsnätets förlängning till Uralbergen har andra industrigrenar övertagit malmbrytningens ställning.